# СКА СКВО
СКА СКВО е футболен стадион в Ростов на Дон, Русия.
Построен през 1971 г. На него домакинските си мачове играе СКА Ростов.
Капацитетът му е 27 000 зрители, но от 2007 е в реконструкция. След реконструкцията ще побира 25 000 зрители.